# Zadky
Zadky (1869 Sadky, 1880–1900 Sádky, 1910 Zádky; německy Johannesfeld) je malá vesnice, spadající pod obec Neplachovice v okrese Opava v Moravskoslezském kraji. Dvůr „Johannesfeld” byl součástí velkostatku Neplachovice, v letech 1898-1945 v držení šlechtického rodu Pillersdorfů. Žije zde zhruba 102 obyvatel.

## Název
Osada při založení dostala německé jméno Johannisfeld ("Janovo pole"), z roku 1836 je doloženo i souběžné označení Neu Elend ("Nová bída"). Název Johannisfeld odkazoval na jednoho z majitelů neplachovického dvora. České pojmenování je doloženo až od roku 1870 v německém zápisu Sadky. Není zřejmé, jakou výslovnost německý zápis zachycoval. Pokud Zadky, název odkazoval na část katastru, která ležela daleko od vsi (vzadu), pokud Sádky, označoval sádky, tedy vodní nádrže na chov ryb, neboť se na zdejším území dříve nacházely rybníky. Od roku 1924 se používá podoba Zadky.

## Historie
Zadky byly založeny v roce 1779.

## Přírodní poměry
Zadky se nachází přibližně 2,5 kilometru jihozápadně od Neplachovic, a přibližně 9,5 kilometru severozápadně od okresního města Opava.

## Památky
- kaple Zadky